# マセラティ・430
マセラティ・430は、イタリアの自動車メーカーのマセラティが1990年から1994年まで製造・販売していた高級セダン。

## 概要
- 1983年末に発表したマセラティ・ビトゥルボ425のフルモデルチェンジ版。マセラティ・425のプラットフォームを流用、マセラティ・ビトゥルボクーペのホイールベースの2,514mmを86mm拡大、マセラティ・ビトゥルボの最上級モデル。
- エンジンはマセラティ・228に採用した2.8lV型6気筒SOHCツインターボ。フロントサスペンションは新機構のメッカニカ・アッティーバを採用、ステアリングラックとアームの間にS字型ロッドを挟む事でホイールが上下しても影響がなくなり操蛇力が軽くなった。価格は735万円。
- デザインはマセラティ・ビトゥルボ425を踏襲しラジエーターグリルの形状は丸く、インテリアはハンドルやシフトレバーなど高級感のあるインテリアだった。

## リンク
- マセラティ・ビトゥルボ
- マセラティ・228